# آتن (ایندیانا)
آتن (به انگلیسی: Athens) یک منطقهٔ مسکونی در ایالات متحده آمریکا است که در شهرستان فولتن، ایندیانا واقع شده‌است. آتن ۲۴۵٫۹۸ متر بالاتر از سطح دریا واقع شده‌است.